# Liste der kaiserlichen Generale der Frühen Neuzeit/K
Legende: * geboren | ~ getauft | † gestorben | ⚔ gefallen | Zu den Rangbezeichnungen siehe auch Generalsränge auf der Startseite.
- Georg Karl Graf Kager von Stampach

† 18. April 1768. Laufbahn: 28. Januar 1744 Generalfeldwachtmeister, 10. Juli 1746 Feldmarschalleutnant, 1754 mit Rang vom 15. Juli 1752 General der Kavallerie
- Johann Friedrich Christoph Kager von Stampach

* 23. Februar 1688 † 10. Januar 1753. Laufbahn: 9. Oktober 1745 Generalfeldwachtmeister
- Konrad Valentin Ritter von Kaim

* 1731 † 16. Februar 1801 (verwundet am Mincio). Laufbahn: 1. Januar 1794 mit Rang vom 6. November 1791 Generalmajor, 1. März 1797 mit Rang vom 14. Januar 1797 Feldmarschalleutnant
- Matthias Champagnier, Freiherr von Kaisersfeldt

* ? † ? (⚔ bei Belgrad 1693). Laufbahn: 1. März 1693 Generalfeldwachtmeister (Titel)
- Freiherr Johann Franz von Kaiserstein

* ? † April/Mai 1690. Laufbahn: 28. April 1664 Generalfeldwachtmeister, 29. Oktober 1672 Feldmarschalleutnant, 5. Mai 1682 Feldzeugmeister
- Georg Christian Freiherr von Kalckreuth

* 1687 † 2. Juni 1763. Laufbahn: 29. Juli 1741 Generalfeldwachtmeister, 12. April 1746 Feldmarschalleutnant, 12. Juni 1754 mit Rang vom 8. Dezember 1748 General der Kavallerie
- Johann Kalnássy von Kalnás

* 1754 † 29. Januar 1839. Laufbahn: 1. Oktober 1804 mit Rang vom 29. Dezember 1802 Generalmajor, 13. Dezember 1811 Feldmarschalleutnant, 1814 im Ruhestand
- Alexander Graf Kálnoky von Köröspatak

* ? † Oktober 1791. Laufbahn: 16. Januar 1790 mit Rang vom 5. Dezember 1789 Generalmajor
- Anton Graf Kálnoky von Köröspatak

* 1706 † 16. Juni 1783. Laufbahn: 10. November 1745 Generalfeldwachtmeister, 22. Januar 1757 Feldmarschalleutnant, 24. Februar 1759 General der Kavallerie
- Otto Ferdinand Freiherr Kaltschmidt von Eisenberg

* 18. Juni 1726 † 27. November 1790. Laufbahn: 13. November 1778 mit Rang vom 20. Oktober 1778 Generalmajor, 24. März 1789 mit Rang vom 23. März 1789 Feldmarschalleutnant
- Zdeněk Kašpar Graf von Kaplíř (Kaplisch), Freiherr von Sulevic

* 1611 † 6. Oktober 1686. Laufbahn: 28. Juli 1656 Generalfeldwachtmeister, 16. Juli 1659 Feldmarschalleutnant, 7. Juli 1673 Feldzeugmeister, 21. September 1683 Feldmarschall
- Andreas Graf Karaicsay von Vale-Szaka

* 30. November 1744 † 22. März 1808. Laufbahn: 17. August 1789 mit Rang vom 12. August 1789 Generalmajor, 2. Oktober 1799 Feldmarschalleutnant, 1800 im Ruhestand
- Alexander Graf Károlyi von Nagy-Károly

* 20. März 1668 (2. Juli 1669 ?) † 8. September 1743. Laufbahn: Kuruzzen-General; 27. Januar 1712 kaiserlicher Feldmarschalleutnant, 4. Oktober 1723 General der Kavallerie, 24. September 1741 Feldmarschall
- Franz Anton Graf Károlyi von Nagykároly

* 25. Oktober 1732 † 24. August 1791. Laufbahn: 18. Oktober 1758 mit Rang vom 9. Januar 1758 Generalfeldwachtmeister, 28. Januar 1774 mit Rang vom 4. Oktober 1766 Feldmarschalleutnant, 28. August 1787 mit Rang vom 9. Februar 1785 Feldzeugmeister
- Franz Graf Károlyi von Nagykároly

* 20. Juni 1705 † 14. August 1758. Laufbahn: 25. März 1739 Generalfeldwachtmeister, 27. Oktober 1741 Feldmarschalleutnant, 12. Juni 1754 mit Rang vom 19. November 1748 General der Kavallerie
- Johann Nepomuk Wenzel Freiherr Karwinsky von Karwin

* 8. Juli 1743 † 12. Februar 1815. Laufbahn: um 15. Mai 1794 mit Rang vom 24. Februar 1794 Generalmajor-Charakter; 1794 quittiert
- Franz Wenzel Graf von Kaunitz-Rietberg

* 2. Juli 1742 † 19. Dezember 1825. Laufbahn: 1. Mai 1773 mit Rang vom 15. August 1765 Generalmajor, 10. April 1783 mit Rang vom 12. April 1783 Feldmarschalleutnant, 22. April (?) 1794 mit Rang vom 16. April 1794 Feldzeugmeister; 4. Januar 1806 im Ruhestand
- Dermot Demetrius von Kavanagh

* 1674 † 23. Juli 1751. Laufbahn: 28. Februar 1734 Generalfeldwachtmeister, 16. April 1735 Feldmarschalleutnant
- Karl Freiherr von Kavanagh

* 1709 † 11./12. Mai 1777. Laufbahn: 11. Januar 1763 mit Rang vom 8. November 1758 Generalfeldwachtmeister
- Moritz Ignaz Graf von Kavanagh

* ? † 6. April 1801. Laufbahn: 10. April 1783 mit Rang vom 27. April 1783 Generalmajor, 16. Januar 1790 mit Rang vom 25. Februar 1790 Feldmarschalleutnant
- Sigmund Graf von Kavanagh

* ? † 2. Mai 1792. Laufbahn: 10. April 1783 mit Rang vom 4. April 1783 Generalmajor
- Nikolaus von Kayser

* ? † 12. Oktober 1809. Laufbahn: 1. September 1807 mit Rang vom 3. August 1805 Generalmajor, 1809 im Ruhestand
- Adam Graf von Keglevich de Buzin

* ? † ?. Laufbahn: 22. Mai 1708 Generalfeldwachtmeister
- Gabriel Graf von Keglevich de Buzin

* ? † ?. Laufbahn: 28. April 1754 Generalfeldwachtmeister
- Peter Graf von Keglevich de Buzin

* ? † 1754. Laufbahn: 20. Mai 1708 Generalfeldwachtmeister
- Stephan Bernhard Graf von Keglevich de Buzin

* 1740 † 1. Dezember 1793(⚔ bei Uttenhofen). Laufbahn: 16. Januar 1790 mit Rang vom 17. Dezember 1789 Generalmajor
- Adam Lorenz von Keller

* ? † 15. November 1832. Laufbahn: 18. November 1803 mit Rang vom 8. März 1804 Generalmajor, 1810 im Ruhestand
- Johann Nepomuk Freiherr Kempelen von Pazmánd

* 28. November 1725 † 31. März 1801. Laufbahn: 5. März 1774 mit Rang vom 12. Mai 1765 Generalmajor
- Joseph Freiherr Kempf von Mannsberg

* ? † 23. August 1800. Laufbahn: 11. Juni 1794 mit Rang vom 10. April 1794 Generalmajor, 6. März 1800 mit Rang vom 7. September 1799 Feldmarschalleutnant
- Ignaz von Kengyel

* ? † 3. Oktober 1813. Laufbahn: 1806 mit Rang vom 22. April 1805 Generalmajor, 1810 im Ruhestand
- Nikolaus Freiherr von Kengyel

* ? † ?. Laufbahn: 24. April 1754 Generalfeldwachtmeister
- Samuel von Kepiro

* 1733 † 16. November 1799. Laufbahn: 14. März 1790 Generalmajor, Februar 1790 im Ruhestand
- Andreas von Kepner

* ? † 31. Dezember 1805. Laufbahn: 3. Dezember 1790 Generalmajor
- Sigmund Freiherr Kerekes von Kerekesházy und Cziffer

* ? † 8. Januar 1781. Laufbahn: 22. Februar 1769 mit Rang vom 8. November 1761 Generalfeldwachtmeister und im Ruhestand
- Timotheus von Kerekes

* ? † 13. Januar 1830. Laufbahn: 23. Juni 1808 mit Rang vom 4. Juli 1805 Generalmajor, 27. April 1813 Feldmarschalleutnant und im Ruhestand
- Karl Anton Leopold Nikolaus Freiherr von Kerpen

* 6. Dezember 1742 † 14. September 1823. Laufbahn: 4. März 1796 mit Rang vom 1. Oktober 1794 Generalmajor, 6. September 1801 mit Rang vom 1. September 1801 Feldmarschalleutnant
- Wilhelm Lothar Maria Freiherr von Kerpen

* 24. Mai 1741 † 26. Dezember 1823. Laufbahn: 1. Januar 1794 mit Rang vom 10. November 1791 Generalmajor, 1. März 1797 mit Rang vom 18. Januar 1797 Feldmarschalleutnant, 6. September 1808 Feldzeugmeister, 16. November 1813 im Ruhestand
- Franz III. Graf Kéry de Ipolykér

* ? † ?. Laufbahn: 27. Juni 1686 Generalfeldwachtmeister
- Franz Joseph Freiherr von Kesborn

* ? † 4. Juli 1800. Laufbahn: 10. April 1783 mit Rang vom 8. April 1783 Generalmajor, 29. Dezember 1793 mit Rang vom 20. Mai 1789 Feldmarschalleutnant
- Joseph Anton von Kessel

* ? † 19. Februar 1763. Laufbahn: 24. Juni 1752 Generalfeldwachtmeister, 29. Januar 1758 Feldmarschalleutnant
- Johann von Kessler

* ? † 29. August 1818. Laufbahn: 1. September 1805 mit Rang vom 14. Januar 1804 Generalmajor, 1810 im Ruhestand
- Christoph Bernhard Freiherr von Ketteler

* ? † 1734. Laufbahn: 2. November 1723 Generalfeldwachtmeister, 19. November 1733 Feldmarschalleutnant
- Friedrich Wilhelm Graf von Ketteler

* um 1718 † 3. Mai 1783. Laufbahn: 18. März 1758 Generalfeldwachtmeister
- Wilhelm Hellmuth Freiherr von der Kettenburg

* ? † 1738. Laufbahn: 29. Februar 1734 Generalfeldwachtmeister
- Karl Franz Freiherr von Keuhl

* 1739 † 11. Dezember 1798. Laufbahn: 10. April 1783 mit Rang vom 1. Mai 1783 Generalmajor, 16. Januar 1790 mit Rang vom 21. Februar 1790 Feldmarschalleutnant, 1794 im Ruhestand
- Freiherr Karl Gustav von Keuhl

* 1694 † 26. Juni 1758. Laufbahn: 16. August 1739 Generalfeldwachtmeister, 3. Juli 1745 Feldmarschalleutnant, 12. Juni 1754 mit Rang vom 8. Dezember 1748 Feldzeugmeister, 7. Mai 1758 Feldmarschall
- Christoph Kheul

* ? † 22. November 1802. Laufbahn: 16. Februar 1799 mit Rang vom 13. Februar 1799 Generalmajor
- Ludwig Andreas Graf von Khevenhüller zu Aichelberg und Frankenburg

* 30. November 1683 † 26. Januar 1744. Laufbahn: 25. Oktober 1723 Generalfeldwachtmeister, 14. November 1733 Feldmarschalleutnant, 30. April 1735 General der Kavallerie, 31. Mai 1737 Feldmarschall
- Franz Maria Johann Josef Hermann Fürst von Khevenhüller-Metsch

* 7. April 1762 † 2. Juli 1837. Laufbahn: 1. September 1805 mit Rang vom 22. Januar 1804 Generalmajor, 7. Oktober 1815 im Ruhestand
- Johann Joseph Franz Quirin Fürst von Khevenhüller-Metsch

* 30. März 1733 † 21. Februar 1792. Laufbahn: 19. Januar 1771 mit Rang vom 30. September 1761 Generalmajor, 21. Februar 1781 Feldmarschalleutnant
- Johann Nepomuk Graf Khuen von Belasi

* 25. Februar 1740 † 16. September 1810. Laufbahn: 29. Oktober 1800 mit Rang vom 15. Dezember 1800 Generalmajor, Ende 1800 im Ruhestand
- Joseph Anton Graf Khuen von Belasi

* 2. September 1732 † 7. Juni 1788. Laufbahn: 15. Februar 1787 mit Rang vom 15. Februar 1787 Generalmajor
- Johann Jakob Freiherr von Khuon

* 1673 † 8. Oktober 1726. Laufbahn: 17. Oktober 1723 Generalfeldwachtmeister
- Johann Heinrich Ulrich Freiherr von Kielmannsegg

* um 1625 † 1682. Laufbahn: 1. Juli 1670 Generalfeldwachtmeister
- Michael Freiherr von Kienmayer

* 17. Januar 1755 † 28. Oktober 1828. Laufbahn: 11. Juni 1794 mit Rang vom 2. April 1794 Generalmajor, 6. März 1800 mit Rang vom 4. September 1799 Feldmarschalleutnant, 3. August 1809 General der Kavallerie, 20. November 1826 im Ruhestand
- Franz de Paula Joseph Graf Kinsky von Wchinitz und Tettau

* 12. Oktober 1768 † 4. Januar 1843. Laufbahn: Februar 1804 mit Rang vom 12. März 1804 Generalmajor, 15. März 1833 Feldmarschalleutnant (Charakter) ehrenhalber und im Ruhestand
- Franz de Paula Ulrich Fürst Kinsky von Wchinitz und Tettau

* 23. Juli 1726 † 18. Dezember 1792. Laufbahn: 25. Juni 1757 mit Rang vom 26. Januar 1757 Generalfeldwachtmeister, 19. März 1759 Feldmarschalleutnant, 25. Januar 1767 mit Rang vom 29. November 1766 Feldzeugmeister, 18. März 1778 Feldmarschall
- Franz Joseph Graf Kinsky von Wchinitz und Tettau

* 6. Dezember 1739 † 9. Juni 1805. Laufbahn: 1. Mai 1773 mit Rang vom 14. Juli 1770 Generalmajor, 19. März 1785 mit Rang vom 18. März 1785 Feldmarschalleutnant, 22. September 1794 mit Rang vom 19. April 1794 Feldzeugmeister
- Joseph Graf Kinsky von Wchinitz und Tettau

* 22. Februar 1731 (15. August 1736 ?) † 7. Februar 1804. Laufbahn: 24. Juni 1767 mit Rang vom 4. Juli 1761 Generalfeldwachtmeister, 19. Januar 1771 mit Rang vom 16. Januar 1768 Feldmarschalleutnant, 8. September 1787 General der Kavallerie, 22. Mai 1796 Feldmarschall
- Karl Graf Kinsky von Wchinitz und Tettau

* 28. Juli 1766 † 4. September 1831. Laufbahn: 1806 mit Rang vom 12. April 1805 Generalmajor, 30. April 1815 Feldmarschalleutnant, 2. Februar 1828 im Ruhestand
- Philipp Joseph Graf Kinsky von Wchinitz und Tettau

* 4. August 1741 † 14. Februar 1827. Laufbahn: 10. April 1783 mit Rang vom 7. April 1783 Generalmajor
- von Kirchheim

* ? † 1. Januar 1796. Laufbahn: 1. Mai 1773 mit Rang vom 3. August 1765 Generalmajor
- Friedrich von Kirchner

* ? † 8. Mai 1820. Laufbahn: 20. Dezember 1802 mit Rang vom 6. Februar 1803 Generalmajor
- Franz Freiherr von Kiss

* 1720 † 27. April 1779. Laufbahn: 1. Mai 1773 mit Rang vom 9. August 1765 Generalmajor
- Michael von Kiss

* ? † 30. Juli 1779. Laufbahn: 22. Juni 1779 mit Rang vom 18. Juni 1779 Generalmajor
- Karl von Kissics

* ? † 19. Juni 1822. Laufbahn: 12. April 1806 mit Rang vom 28. Februar 1804 Generalmajor
- Freiherr Wilhelm von Klebeck

* 1729 † 4. Juni 1811. Laufbahn: 30. April 1779 mit Rang vom 20. April 1779 Generalmajor, 9. Oktober 1789 mit Rang vom 8. Mai 1789 Feldmarschalleutnant, 4. März 1796 mit Rang vom 6. September 1794 Feldzeugmeister, 1. Juni 1796 im Ruhestand
- Johann Graf von Klebelsberg

* ? † 26. Oktober 1792. Laufbahn: 16. Januar 1790 (mit Rang vom ... ?) Generalmajor
- Johann Nepomuk Joseph Graf von Klebelsberg

* 10. Januar 1774 (30. Januar 1772 ?) † 1. Juni 1841. Laufbahn: 18. Mai 1809 Generalmajor, 2. September 1813 Feldmarschalleutnant, 30. Dezember 1831 General der Kavallerie
- Prokop Sigismund Graf von Klebelsberg

* ? † 17. Januar 1819. Laufbahn: 16. Januar 1790 mit Rang vom 20. November 1789 Generalmajor
- Ludwig Kleber von Mildenberg

* ? † 20. November 1805. Laufbahn: 1. Oktober 1804 mit Rang vom 27. Dezember 1802 Generalmajor und im Ruhestand
- Wenzel Matthias Freiherr Hnogek von Kleefeld

* 1713 † 16. April 1779. Laufbahn: 21. September 1757 Generalfeldwachtmeister, 23. April 1763 mit Rang vom 30. Januar 1759 Feldmarschalleutnant, 1. Mai 1773 mit Rang vom 12. Januar 1770 Feldzeugmeister
- Johann Peter Vital von Kleimayern

* 20. November 1747 † 14. Mai 1828. Laufbahn: 1. September 1807 mit Rang vom 7. August 1805 Generalmajor, 19. März 1828 Feldmarschalleutnant (Charakter) ehrenhalber und im Ruhestand
- Christoph Joseph von Klein

* ? † 18. Dezember 1815. Laufbahn: 7. Mai 1800 mit Rang vom 18. Mai 1800 Generalmajor, 22. Januar 1808 Feldmarschalleutnant
- Nikolaus Edler von Kleindorf

* um 1741 † 1. Mai 1810. Laufbahn: 10. März 1799 mit Rang vom 6. März 1799 Generalmajor
- Johann Wilhelm Freiherr von Kleinholt

* ? † 14. Mai 1771. Laufbahn: 6. Oktober 1753 Generalfeldwachtmeister, 14. Februar 1758 Feldmarschalleutnant
- Johann Joseph Kajetan Nikolaus Graf von Klenau, Freiherr von Janowitz

* 13. April 1758 † 6. Oktober 1819. Laufbahn: 1. Mai 1797 mit Rang vom 13. Juni 1797 Generalmajor, 29. Oktober 1800 mit Rang vom 18. November 1800 Feldmarschalleutnant, 26. Juli 1813 General der Kavallerie
- Wenzel Joseph Graf von Klenau

* um 1758 † 13. Oktober 1839. Laufbahn: 24. Mai 1809 Generalmajor, 30. Juli 1820 Feldmarschalleutnant (Charakter) ehrenhalber und im Ruhestand
- Johann Jakob Freiherr Klinglin von Hadtstadt

* 4. Juni 1733 † 11. Januar 1818. Laufbahn: 6. August 1795 Generalmajor, 6. März 1800 mit Rang vom 3. September 1799 Feldmarschalleutnant, 1800 im Ruhestand
- Joseph Freiherr Klopstein von Ennsbruck

* 28. Dezember 1763 † 6. August 1824. Laufbahn: 2. September 1813 Generalmajor
- Sigmund Freiherr von Knebel

* ? † 1800. Laufbahn: 26. November 1777 mit Rang vom 1. Juli 1777 Generalmajor
- Georg Anton Freiherr Knesevich de Szent-Helena

* um 1733 † 27. Mai 1805. Laufbahn: 29. August 1801 mit Rang vom 24. August 1801 Generalmajor
- Ivan Freiherr Knesevich von Szent-Helena

* um 1743 † 29. Oktober 1809. Laufbahn: 1. März 1797 mit Rang vom 5. Februar 1797 Generalmajor, 1800 im Ruhestand
- Martin Freiherr Knesevich von Szent-Helena

* 1708 † 30. Oktober 1781. Laufbahn: 19. Januar 1771 mit Rang vom 11. Februar 1759 Generalmajor
- Peter Freiherr Knesevich von Szent-Helena

* um 1746 † 12./14. Mai 1814. Laufbahn: 2. Oktober 1799 mit Rang vom 5. Oktober 1799 Generalmajor, 1810 im Ruhestand
- Vincenz Freiherr Knesevich von Szent-Helena

* 30. November 1755 † 11. März 1832. Laufbahn: 29. Oktober 1800 mit Rang vom 31. Oktober 1800 Generalmajor, 14. August 1808 Feldmarschalleutnant, 22. September 1815 General der Kavallerie Charakter ehrenhalber und im Ruhestand
- Jobst Hilmar Freiherr von Knigge

* ? † 1683 ?. Laufbahn: 26. April 1664 Generalfeldwachtmeister, 6. August 1674 Feldmarschalleutnant, Titel
- Christoph Freiherr von Knorr

* ? † Januar 1804. Laufbahn: 24. April 1801 mit Rang vom 17. April 1801 Generalmajor, Charakter ehrenhalber
- Samuel Köblös von Nagy-Varád

* ? † 29. Juni 1811. Laufbahn: 27. Februar 1793 mit Rang vom Generalmajor, 28. Februar 1797 und 1804 im Ruhestand
- Johann Baptist Freiherr von Koch

* 1733 † 20. Dezember 1780. Laufbahn: 4. März 1763 mit Rang vom 1. Juli 1759 Generalfeldwachtmeister, 19. Januar 1771 mit Rang vom 2. August 1767 Feldmarschalleutnant
- Andreas Joseph Graf Koháry von Csábrágh und Szitnya

* 30. November 1694 † 31. Dezember 1757 oder 4. Dezember 1758. Laufbahn: 5. März 1739 Generalfeldwachtmeister, 30. September 1741 Feldmarschalleutnant, 12. Juni 1754 mit Rang vom 17. November 1748 General der Kavallerie
- Nikolaus Graf Koháry von Csábrágh und Szitnya

* 6. Juli 1721 † 14. November  (3. Juli ?) 1769. Laufbahn: 15. Mai 1758 Generalfeldwachtmeister
- Stephan I. Freiherr Koháry von Csábrágh und Szitnya

* ? † 19. Juli 1664. Laufbahn: 10. April 1664 Feldmarschalleutnant
- Stephan II. Graf Koháry von Csábrágh und Szitnya

* 11. März 1649 † 29. März 1731. Laufbahn: 28. August 1703 Generalfeldwachtmeister, 30. Mai 1707 Feldmarschalleutnant
- Ladislaus Freiherr Kökenyesdi von Vettes

* 1680/85 † 22. Juni 1756. Laufbahn: 5. November 1733 Generalfeldwachtmeister, 2. April 1742 Feldmarschalleutnant, 12. Juni 1754 mit Rang vom 22. November 1748 Feldzeugmeister
- Ferdinand Franz Joseph Graf von Kokorschova

* ? † 1746. Laufbahn: 14. November 1723 Generalfeldwachtmeister, 26. November 1733 Feldmarschalleutnant
- Ferdinand Graf von Kokorzowa

* ? † 24. Oktober 1787 ?. Laufbahn: 27. Februar 1769 mit Rang vom 30. Dezember 1764 Generalfeldwachtmeister
- Johann Freiherr Kolb von Rheindorf

† 1753. Laufbahn: 4. November 1745 Generalfeldwachtmeister
- von Kolb

* ? † ?. Laufbahn: würzburg. Generalmajor; 29. Juli 1757 k.k. Feldmarschalleutnant
- Christian Freiherr von Kölbel

* ? † 1760. Laufbahn: 19. Januar 1757 Generalfeldwachtmeister
- Karl Freiherr von Kölbel

* um 1752 † 19. Dezember 1829. Laufbahn: 4. November 1801 mit Rang vom 4. November 1801 Generalmajor, 1809 im Ruhestand
- Franz Freiherr von Koller

* 27. November 1767 † 22. August 1826. Laufbahn: 18. Mai 1809 Generalmajor, 2. September 1813 Feldmarschalleutnant
- Adam Graf Kollonics von Kollógrad

* 22. Februar 1651 † 1726. Laufbahn: 22. Dezember 1700 Generalfeldwachtmeister, 3. November 1706 mRv 6. Mai 1704 Feldmarschalleutnant, 1. Mai 1716 General der Kavallerie, 4. Oktober 1723 Feldmarschall
- Joseph Graf Kollonics von Kollógrad

* 21. April 1740 † 22. Oktober 1799. Laufbahn: 27. Mai 1789 mit Rang vom 24. Mai 1789 Generalmajor, 1795 im Ruhestand
- Karl Joseph Matthäus Graf Kollonics von Kollógrad

* 20. November 1730 † 18. Januar 1804. Laufbahn: 10. April 1783 mit Rang vom 2. April 1783 Generalmajor
- Maximilian Graf Kollonics von Kollógrad

* 14. September 1761 † 4. März 1827. Laufbahn: 29. Oktober 1800 mit Rang vom 30. November 1800 Generalmajor, 12. Februar 1809 Feldmarschalleutnant, 6. August 1824 im Ruhestand
- Seyfried Freiherr Kollonics von Kollógrad

* 22. September  (11. ?) 1572 † 12. Februar 1624. Laufbahn: 28. Juni 1601 Generalfeldwachtmeister, Januar 1603 Obst. Don bergstädt. Grenzen, 1621 Feldmarschall ?
- Siegmund Graf Kollonics von Kollógrad

* 12. November 1734 † 8. Mai 1784. Laufbahn: 13. April 1784 mit Rang vom 12. Dezember 1768 Generalmajor
- Emanuel Wenzel Kajetan Graf von Kolowrat-Krakowsky

* 24. Dezember 1700 † 12. Juni 1769. Laufbahn: 15. Juli 1745 Generalfeldwachtmeister, 1754 mit Rang vom 16. August 1752 Feldmarschalleutnant, 5. Februar 1758 General der Kavallerie
- Johann Nepomuk Karl Joseph Graf von Kolowrat-Krakowsky

* 21. Dezember 1748 † 5. Juni 1816. Laufbahn: 9. Oktober 1789 Generalmajor, 4. März 1796 mit Rang vom 20. Mai 1795 Feldmarschalleutnant, 29. Oktober 1800 mit Rang vom 28. Oktober 1800 Feldzeugmeister, 12. September 1809 Feldmarschall, 6. Mai 1816 im Ruhestand
- Kajetan Franz Xaver Graf von Kolowrat-Krakowsky

* 12. Juni (3. Dezember ?) 1689 † 1. Oktober  (9. Februar ?) 1769. Laufbahn: 24. Januar 1738 Generalfeldwachtmeister, 17. November 1741 Feldmarschalleutnant, 12. Juni 1754 mit Rang vom 20. November 1748 Feldzeugmeister, 3. Mai 1758 Feldmarschall
- Vincenz Maria Joseph Graf von Kolowrat-Liebsteinsky

* 11. Mai 1750 † 7. Dezember 1824. Laufbahn: 1. Januar 1794 mit Rang vom 22. Dezember 1791 Generalmajor, 1. März 1797 mit Rang vom 8. Februar 1797 Feldmarschalleutnant, 6. September 1808 Feldzeugmeister
- Johann von Komka

* ? † ?. Laufbahn: 6. Februar 1768 mit Rang von 12. November 1761 Generalfeldwachtmeister und quittiert
- Franz Peter Freiherr von König genannt von Mohr

* 1590/94 † 1653. Laufbahn: 9. Dezember 1636 Feldzeugmeister
- Ludwig Anton Freiherr König von Kronenburg

* ? † 8. März 1818. Laufbahn: 16. Mai 1811 Generalmajor, 1814 im Ruhestand
- Johann Sigmund Freiherr von Königsbrunn

* 5. Juni 1721 (1731 ?) † 28. August 1793. Laufbahn: 10. April 1783 mit Rang vom 12. Februar 1783 Generalmajor
- Franz Xaver Graf von Königsegg-Aulendorf

* 30. Dezember 1724 † 4. April (11. Juli ?) 1792. Laufbahn: 6. Januar 1763 mit Rang vom 1. Juli 1758 Generalfeldwachtmeister
- Karl Fidelis Desiderius Graf von Königsegg-Aulendorf

* 22. Mai 1675 † 17. Januar 1731. Laufbahn: 1. Juli 1716 Generalfeldwachtmeister, 16. November 1726 Feldmarschalleutnant
- Christian Moriz Graf von Königsegg-Rothenfels

* 24. November 1705 † 21. Juli 1778. Laufbahn: 28. April 1735 Generalfeldwachtmeister, 3. April 1741 Feldmarschalleutnant, 12. Juni 1754 mit Rang vom 12. November 1748 Feldzeugmeister, 1. Mai 1758 mit Rang vom 30. August 1758 Feldmarschall
- Lothar Joseph Dominik Christian Graf von Königsegg-Rothenfels

* 17. Mai 1673 † 8. Dezember 1751. Laufbahn: 13. Januar 1705 Generalfeldwachtmeister, 11. April 1708 Feldmarschalleutnant, 13. Mai 1716 Feldzeugmeister, 16. Oktober 1723 Feldmarschall
- Karl Heinrich Freiherr von Könitz

* ? † 4. Juni 1745, ⚔ bei Hohenfriedberg. Laufbahn: 10. Januar 1744 Generalfeldwachtmeister
- Ignaz Koppenzeller

* ? † 25. Oktober 1785. Laufbahn: 10. April 1783 mit Rang vom 21. April 1783 Generalmajor
- Siegfried Freiherr von Kospoth

* 1740 † 16. Dezember 1809. Laufbahn: 16. Januar 1790 mit Rang vom 26. Dezember 1789 Generalmajor, 4. März 1796 mit Rang vom 19. Juli 1796 Feldmarschalleutnant, 1. März 1801 mit Rang vom 28. Februar 1801 General der Kavallerie
- Ladislaus Freiherr Kosztolányi de Nemes-Kosztolány

* 1739 † 30. Juni 1806. Laufbahn: Oktober 1793 mit Rang vom 25. Oktober 1791 Generalmajor, Mai 1794 im Ruhestand
- Friedrich Franz Georg Freiherr Kottulinsky von Kottulin

* 5. März 1748 † 2. April 1815. Laufbahn: 7. Mai 1800 mit Rang vom 24. Mai 1800 Generalmajor, 14. August 1808 Feldmarschalleutnant, 1809 im Ruhestand
- Johann Franz Freiherr Kotz von Dobrz

* ? † 20. September 1776. Laufbahn: 23. Dezember 1761 mit Rang vom 10. März 1759 Generalfeldwachtmeister
- Blasius Anton von Kovachevich

* 1738 † 31. Mai 1794 (verw. Tournay). Laufbahn: 1. Januar 1794 mit Rang vom 12. November 1791 Generalmajor
- Johann von Kovachevich

* 1744 † 26. April 1799 (verw. Magnano). Laufbahn: 8. Juni 1794 mit Rang vom 20. März 1794 Generalmajor
- Adam Ferdinand Freiherr Krammer von Obereck

* 1698 † 10. Januar 1779. Laufbahn: 14. Februar 1758 mit Rang vom 1. März 1756 Generalfeldwachtmeister
- Ludwig von Krause

† 16. September 1828. Laufbahn: 26. September 1813 Generalmajor, 7. Oktober 1815 im Ruhestand
- Paul Freiherr Kray de Krajova et Toppolya

* 5. Februar 1735 † 19. Januar 1804. Laufbahn: 24. März 1790 mit Rang vom 18. März 1790 Generalmajor, 4. März 1796 mit Rang vom 14. August 1795 Feldmarschalleutnant, 18. April 1799 Feldzeugmeister, 28. August 1800 entlassen
- Karl Creutzer von Hohenschild

* ? † 3. September 1797. Laufbahn: 15. März 1794 Generalmajor
- Franz Xaver Leopold von Kreyßern

* 16. Juli 1740 † 4. Juli 1813. Laufbahn: 29. Oktober 1800 mit Rang vom 18. November 1800 Generalmajor, 1801 im Ruhestand
- Freiherr Georg Friedrich von Kriechbaum

* 1665/67 † 14. Februar 1710. Laufbahn: 28. April 1704 Generalfeldwachtmeister, 16. Januar 1706 mit Rang vom 24. Dezember 1705 Feldmarschalleutnant, 28. Februar 1709 Feldzeugmeister
- Joachim Ernst von Krockow

* 1601 † Sommer 1646. Laufbahn: 1643 Generalfeldwachtmeister
- Maximilian Freiherr von Krottendorf

* um 1700 † 16. (?) 5.1772. Laufbahn: 13. Juni 1752 Generalfeldwachtmeister, 23. Januar 1758 Feldmarschalleutnant
- Georg Karl Freiherr Kroyherr von Helmfels

* um 1755 † 2. Oktober 1838. Laufbahn: 26. April 1809 Generalmajor, 2. September 1813 Feldmarschalleutnant, 9. September 1830 General der Kavallerie (Charakter) ehrenhalber und im Ruhestand
- Franz Ferdinand Freiherr von Kuckländer

* ? † ?. Laufbahn: 13. Mai 1704 Generalfeldwachtmeister (Titel), 26. Januar 1719 Feldmarschalleutnant
- Johann Paul Graf von Kuefstein

* 5. April oder 19. September 1673 oder 19. Dezember 1676 † 3. Oktober 1719. Laufbahn: 26. Mai 1717 Generalfeldwachtmeister
- Preisgott Graf von Kuefstein

* ? † 1750. Laufbahn: 1. Februar 1744 Generalfeldwachtmeister
- Georg Alexander von Kuhn

* ? † 10. Januar 1784 oder 27. Februar 1778 mit Rang vom 7. März 1778 Generalmajor
- Andreas Ritter von Kulnek

* 1732 † 11. März 1790. Laufbahn: 28. Oktober 1789 mit Rang vom 16. Oktober 1789 Generalmajor
- Hermann Peter Graf von Künigl

* 24. April 1765 † 30. Mai 1853. Laufbahn: 27. April 1813 Generalmajor, 8. März 1826 Feldmarschalleutnant, 11. Juni 1841 Feldzeugmeister, 3. Juni 1848 im Ruhestand
- Christoph von Kupperwolff

* ? † ?. Laufbahn: 30. August 1755 Generalfeldwachtmeister
- Franz Xaver Ritter Kurz von Traubenstein

* um 1760 † 8. Dezember 1825. Laufbahn: 11. Juni 1812 Generalmajor, 1814 im Ruhestand
- Johann Wilhelm Freiherr von Kuschland

* ? † ? Laufbahn: Juli 1692 Generalfeldwachtmeister
- Johann Nepomuk Freiherr von Kutschera

* 1766 † 20. April 1832. Laufbahn: 18. Mai 1809 Generalmajor, 2. September 1813 Feldmarschalleutnant, 30. Dezember 1831 Feldzeugmeister
- Ferdinand Kuttalek von Ehrengreif

* ? † 13. März 1821. Laufbahn: 26. Juli 1813 Generalmajor, 17. Dezember 1818 im Ruhestand